# 형식적 스킴
대수기하학에서 형식적 스킴(形式的scheme, 영어: formal scheme)은 스스로의 ‘무한소 근방’의 데이터를 기억하는, 스킴의 개념의 일반화이다.:190–200, §Ⅱ.9

## 정의

### 아핀 형식적 스킴
뇌터 가환환 {\displaystyle A}의 아이디얼 {\displaystyle {\mathfrak {I}}\subseteq A}이 주어졌다고 하자. 그렇다면, 완비화
{\displaystyle {\hat {A}}=\varprojlim A/{\mathfrak {I}}^{n}}
을 정의할 수 있다. 즉, 다음과 같은 환 준동형들이 존재한다.
{\displaystyle 0=A/{\mathfrak {I}}^{0}\leftarrow A/{\mathfrak {I}}\leftarrow A/{\mathfrak {I}}^{2}\leftarrow \dotsb \leftarrow {\hat {A}}\leftarrow A}
이 경우, 환의 스펙트럼을 취하자.
{\displaystyle \operatorname {Spec} (A/{\mathfrak {I}})\leftarrow \operatorname {Spec} (A/{\mathfrak {I}}^{2})\leftarrow \dotsb \leftarrow \operatorname {Spec} {\hat {A}}\leftarrow \operatorname {Spec} A}
{\displaystyle \operatorname {Spec} A}를 제외하면, 나머지는 모두 위상 동형이다. (물론, 이들은 환 달린 공간으로서 서로 다르다.)
이 경우, 환 달린 공간 {\displaystyle \operatorname {Spf} {\hat {A}}}를 다음과 같이 정의하자.
- 위상 공간으로서 {\displaystyle \operatorname {Spf} {\hat {A}}}는 (임의의 {\displaystyle n\in \mathbb {Z} ^{+}}에 대하여) {\displaystyle \operatorname {Spec} (A/{\mathfrak {i}}^{n})}과 위상 동형이다.
- {\displaystyle \operatorname {Spf} {\hat {A}}}의 구조층은 가환환층의 사영 극한 {\displaystyle \varprojlim _{n}{\mathcal {O}}_{\operatorname {Spec} (A/{\mathfrak {I}}^{n})}}이다.

이 구성은 {\displaystyle A}와 {\displaystyle {\mathfrak {I}}}에 의존하는 것처럼 보이지만, 사실 이는 {\displaystyle {\hat {A}}}의 위상환 구조에만 의존한다. 즉, {\displaystyle {\hat {A}}}와 동형인 위상환을 정의하는 {\displaystyle (A,{\mathfrak {I}}')}을 사용하더라도 동형인 환 달린 공간을 얻는다.

### 일반적 형식적 스킴
형식적 스킴은 임의의 점이 아핀 형식적 스킴과 동형인 열린 근방을 갖는 환 달린 공간이다. (즉, 아핀 형식적 스킴과 형식적 스킴의 관계는 아핀 스킴과 스킴의 관계, 또는 유클리드 공간과 매끄러운 다양체의 관계와 같다.)

## 성질
뇌터 위상환 {\displaystyle {\hat {A}}=\varprojlim _{n\to \infty }A/{\mathfrak {I}}^{n}}은 자연스럽게 기저
{\displaystyle \{a+{\mathfrak {I}}^{n}\colon a\in {\hat {A}},\;n\in \mathbb {N} \}}
를 갖는 위상을 가져 위상환을 이룬다. 이 경우, {\displaystyle \operatorname {Spf} {\hat {A}}}의 점들은 {\displaystyle {\hat {A}}}의 소 아이디얼 가운데 열린집합인 것들이다.
또한, 정의에 따라 임의의 열린집합 {\displaystyle U\subseteq \operatorname {Spf} {\hat {A}}}에 대하여,
{\displaystyle \Gamma (U,{\mathcal {O}}_{\operatorname {Spf} {\hat {A}}})=\varprojlim _{n\to \infty }\Gamma (U,{\mathcal {O}}_{\operatorname {Spec} (A/{\mathfrak {I}}^{n})})}
이다.

## 예

### 자명환
자명환 {\displaystyle 0}은 (이산 공간으로) 위상환을 이루며, 이 위상은 영 아이디얼 {\displaystyle (0)}으로 정의된다. 그 형식적 스펙트럼은 공집합이다.
{\displaystyle \operatorname {Spf} 0=\varnothing }

### 형식적 멱급수
뇌터 가환환 {\displaystyle K}가 주어졌을 때, 다항식환
{\displaystyle A=K[x]}
의 아이디얼
{\displaystyle {\mathfrak {I}}=(x)}
에 대한 완비화는 형식적 멱급수환이다.
{\displaystyle \varprojlim _{n\to \infty }K[x]/(x^{n})=K[[x]]}
위상환으로서, 이는 이산 공간으로 간주한 {\displaystyle K}의 가산 무한 곱집합과 위상 동형이다. 이에 대한 형식적 스펙트럼 {\displaystyle \operatorname {Spf} K[[x]]}을 취할 수 있다.
이제 추가로 {\displaystyle K}가 체라고 가정하자. 그 소 아이디얼들은 {\displaystyle \operatorname {Spec} K[[x]]=\{(x),(0)\}}이다. 이 가운데 열린집합인 것(즉, 완비화를 정의하는 아이디얼 {\displaystyle (x)}를 부분 집합으로 포함하는 것)은 {\displaystyle (x)} 자체 밖에 없다. 즉, {\displaystyle \operatorname {Spf} K[[x]]=\{(x)\}}는 한원소 집합이다. 그 위의 구조층의 단면 대수는 정의에 따라서
{\displaystyle \Gamma ({\mathcal {O}}_{\operatorname {Spf} K[[x]]})=K[[x]]}
이다.

### 국소 뇌터 스킴
임의의 가환환 {\displaystyle R}을 이산 공간으로 간주할 수 있다. 이는 영 아이디얼에 대한 완비화로 생각할 수 있다.
만약 {\displaystyle R}가 이산 뇌터 가환환이라면, 그 형식적 스펙트럼은 스펙트럼과 (환 달린 공간으로서) 같다.
보다 일반적으로, 모든 국소 뇌터 스킴은 형식적 스킴을 이룬다.

### 닫힌 부분 스킴의 완비화
다음이 주어졌다고 하자.
- 국소 뇌터 스킴 {\displaystyle X}
- 아이디얼층 {\displaystyle {\mathcal {I}}}로 정의되는 닫힌 부분 스킴 {\displaystyle Y\hookrightarrow X}

그렇다면, {\displaystyle Y}의 위상 공간 위에 다음과 같은 가환환층을 부여할 수 있다.:192, §Ⅱ.9
{\displaystyle {\mathcal {O}}_{\hat {Y}}=\varprojlim _{n\to \infty }{\mathcal {O}}_{X}/{\mathfrak {I}}^{n}}
그렇다면 {\displaystyle {\hat {Y}}=(Y,{\mathcal {O}}_{\hat {Y}})}는 형식적 스킴을 이룬다. 이를 {\displaystyle X}의 {\displaystyle Y} 근처의 형식적 완비화(영어: formal completion of {\displaystyle X} along {\displaystyle Y})라고 한다.
물론, 이 경우 {\displaystyle {\mathcal {I}}=0}(즉, {\displaystyle X=Y})로 놓으면, 원래 스킴 {\displaystyle X}를 얻는다.:Example 9.3.3

## 역사
오스카 자리스키가 1949년에 “형식적 정칙 함수”의 개념을 도입하였다. (이는 오늘날 형식적 완비화의 구조층의 단면에 해당한다.) 이후 자리스키의 개념을 알렉산더 그로텐디크가 스킴의 언어로 재정의하여 형식적 스킴의 개념을 정의하였다.

## 같이 보기
- 변형 함자

## 참고 문헌
1. 1 2 3  Hartshorne, Robin (1977). 《Algebraic geometry》. Graduate Texts in Mathematics (영어) 52. Springer-Verlag. doi:10.1007/978-1-4757-3849-0. ISBN 978-0-387-90244-9. ISSN 0072-5285. MR 0463157. Zbl 0367.14001.
2. ↑  Zariski, Oscar (1949). “A fundamental lemma from the theory of holomorphic functions on an algebraic variety”. 《Annali di Matematica Pura ed Applicata》 (영어) 29: 187–198. MR 0041488.
3. ↑  Zariski, Oscar (1951). “Theory and applications of holomorphic functions on algebraic varieties over arbitrary ground fields”. Memoirs of the American Mathematical Society (영어) 5. doi:10.1090/memo/0005. MR 0041487.